# Feusisberg
Feusisberg – miejscowość i gmina w Szwajcarii, w kantonie Schwyz, w okręgu Höfe. Leży nad rzeką Sihl.

## Demografia
W Feusisbergu mieszka 5 470 osób. W 2021 roku 25,2% populacji gminy stanowiły osoby urodzone poza Szwajcarią. 

## Transport
Przez teren gminy przebiegają drogi główne nr 8, nr 386, nr 388 i nr 389.